# Escherichia coli O157:H7
Escherichia coli O157:H7, EHEC (Enterohemorragisk Escherichia coli), är en stam av bakteriearten Escherichia coli som är en bidragande orsak till matförgiftning. 
Bakterien finns främst hos djur, men kan spridas bland oss människor via livsmedel. Symtomen hos den drabbade kan variera. Främst drabbas man av en blödande tjocktarmsinflammation och vanligtvis medför även bakterien blodiga diarréer och illamående. Vid svåra fall kan sjukdomen även förorsaka, framförallt hos yngre barn, hemolytiskt uremiskt syndrom (en form av njursvikt) och en negativ påverkan av det mänskliga nervsystemet.
Bakterien utsöndrar ett gift kallat shigatoxin.
I Sverige rapporteras cirka 300 fall av EHEC varje år. Cirka hälften av de drabbade blev smittade utomlands.